# 建業地產
建業地產股份有限公司，簡稱建業地產股份，以及建業地產（英語：Central China Real Estate Limited，港交所：0832），於1992年由胡葆森（董事長）創立名為「河南建业房地产开发有限公司」，首席執行官為陳建業。
業務於中國河南省經營房地產開發業務，而招股價為3.8港元，全球發售為500,000,000股，集資額為19億港元，而股份則在2008年6月6日於香港交易所主板上市。
總部位於中国河南省郑州市建业路建业城市花园88号，以及香港九龙柯士甸道西1号环球贸易广场7701B-7702A室。

## 連結
- CentralChina.com （页面存档备份，存于）